# Мадзарино
Мадзари́но, Маццарино (итал. Mazzarino, сиц. Mazzarinu) — коммуна в Италии, в регионе Сицилия, подчиняется административному центру Кальтаниссетта.
Население составляет 12 382 человека (на 2004 г.), плотность населения — 42 чел./км². Занимает площадь 293 км². Почтовый индекс — 93013. Телефонный код — 0934.
Покровительницей коммуны почитается Пресвятая Богородица (Maria SS. del Mazzaro), празднование в третье воскресение сентября.